# Ozarba paulianae
Ozarba paulianae là một loài bướm đêm trong họ Noctuidae.